# Joseph Davilmar Théodore
 (mai 2017).
Si vous disposez d'ouvrages ou d'articles de référence ou si vous connaissez des sites web de qualité traitant du thème abordé ici, merci de compléter l'article en donnant les références utiles à sa vérifiabilité et en les liant à la section « Notes et références ».
Joseph Davilmar Théodore, né en 1847 à Fort-Liberté et mort le 13 janvier 1917 à Port-au-Prince, est un militaire et homme politique haïtien, qui est le fondateur de la milice des « Cacos » avant de prendre le pouvoir le 10 novembre 1914 comme président à vie. Le 22 février 1915, il est renversé par les miliciens et remplacé par le général Jean Vilbrun Guillaume Sam.

## Biographie

### Présidence
Joseph Davilmar Théodore commence une carrière militaire. Il organise la révolte des paysans récoltant le cacao contre le président Oreste Zamor et crée ainsi la milice des « Cacos ». Ce dernier est dans l'incapacité de payer ses producteurs de cacao qui ont participé à cette rébellion et à son élection. Joseph Davilmar Théodore prend le pouvoir par la force le 7 novembre 1914. Le 10 novembre 1914, il prête serment et se fait proclamer président à vie. Mais refusant de payer plusieurs des membres de la milice, il est renversé par l'un de ses fidèles, Jean Vilbrun Guillaume Sam qui accède ainsi à la présidence à vie. Après avoir quitté le pouvoir, il va d'abord pendant un certain temps en exil à Curaçao. Toutefois, il revient à Haïti, où il meurt en 1917 après la révolution de 1915 à Port-au-Prince.  